# 清水の滝

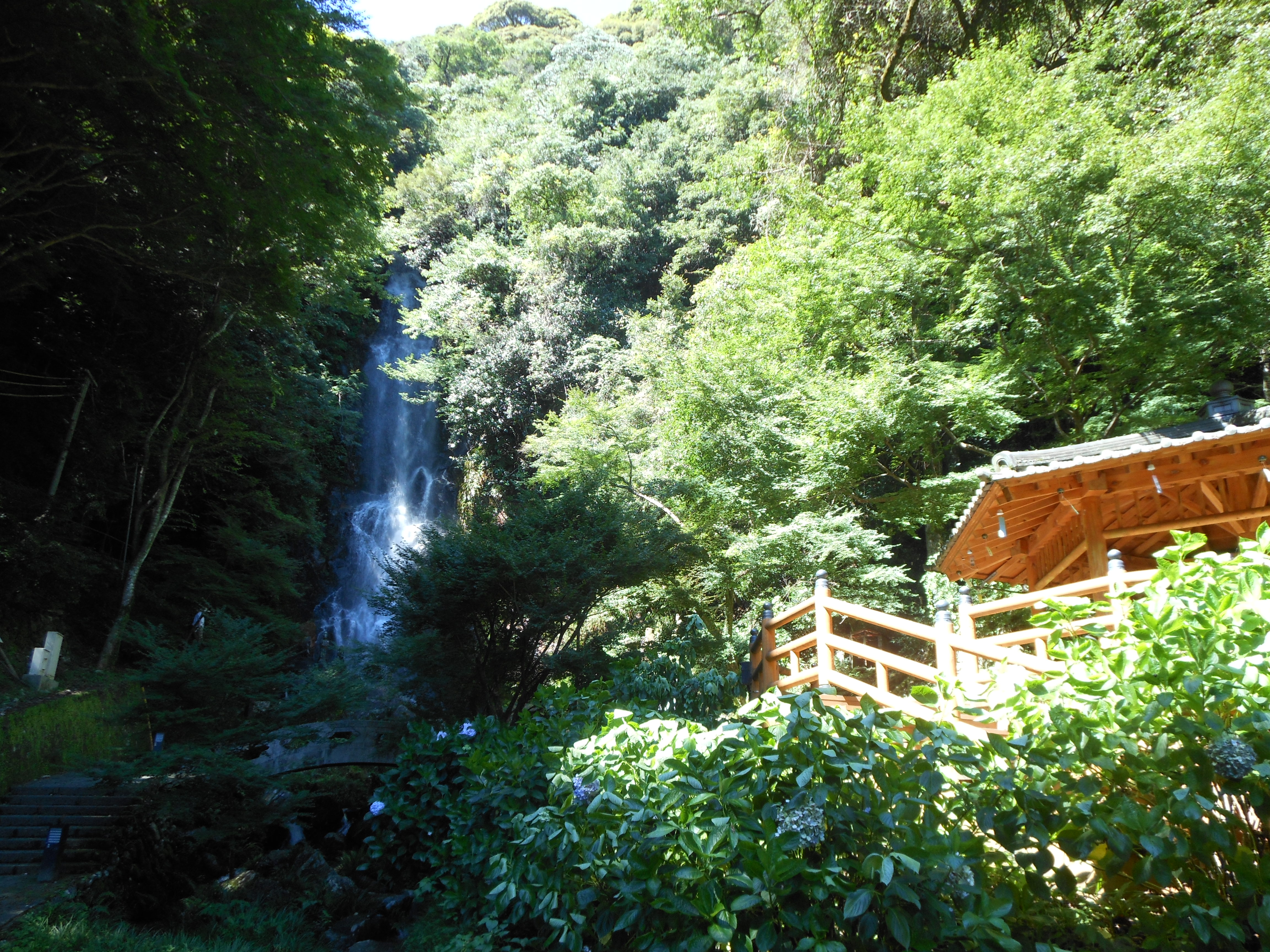
滝と涼み処

清水の滝（きよみずのたき、別名に「珠簾（たますだれ）の滝」）は、佐賀県小城市小城町清水にある滝である。滝の水は1985年（昭和60年）名水百選のひとつに選定された清水川と合流し嘉瀬川水系祇園川に注ぐ。

## 概要
天山県立自然公園の区域に指定されており落差75mの滝つぼの前には清水観音宝地院が建立され滝行の霊場となっている。佐賀藩鍋島宗教が病を患った時に平癒を祈願して滝行を行い凍死した藩士の碑が1787年（天明7年）に建立されており、この忠義を遺徳とし滝行の霊場として広まったとの由来がある。
- 清水観音宝地院
- 清水川の名水百選碑

## アクセス
- 唐津線小城駅
- 佐賀県道44号小城富士線